# I tre orfanelli
I tre orfanelli (Three Orphan Kittens) è un film del 1935 diretto da David Dodd Hand. È un cortometraggio animato prodotto da Walt Disney, distribuito negli Stati Uniti dalla United Artists il 26 ottobre 1935 e facente parte della serie Sinfonie allegre. Il film ha ricevuto un Premio Oscar come miglior cortometraggio animato dell'anno, e venne presentato in concorso alla 4ª Mostra del Cinema di Venezia.
Il corto è stato distribuito coi titoli I tre micetti orfani, e dal 1986, I tre gattini orfanelli.

## Trama
In una gelida notte d'inverno, tre gattini vengono buttati in mezzo alla neve avvolti in un sacco e, dopo essersi liberati, si avviano in cerca di un riparo e trovano un uscio socchiuso. Vi entrano e scoprono di essere entrati nella dimora di una signora di colore. Dopo aver combinato diversi disastri, i tre gattini vengono scovati e presi dalla signora. Proprio quando la signora sta per buttare fuori i gattini, giunge una bambina che chiede alla signora se può averli, e lei accetta. I gattini vengono così adottati dalla fanciulla che li veste come dei bambolotti e gli dà da bere il latte col ciuccio.

## Distribuzione

### Edizione italiana
Il film fu distribuito in Italia nel 1937 in lingua originale. In seguito ritornò nei cinema italiani il 22 marzo 1967 abbinato alla riedizione del documentario Deserto che vive col titolo I tre micetti orfani; il doppiaggio fu eseguito dalla C.D.C. e venne incluso nella VHS I capolavori di Walt Disney - 9 Oscars, uscita nel maggio 1986. Nel 2000, per l'inclusione nella VHS I tre porcellini, il corto fu ridoppiato dalla Royfilm; tale doppiaggio venne usato nelle successive occasioni, ma in DVD è stata ripristinata la versione italiana storica.

### Cinema
- I tre orfanelli (1937)[2]
- Deserto che vive (22 marzo 1967)[3][4]

### Edizioni home video

#### VHS
- I capolavori di Walt Disney - 9 Oscars (maggio 1986)[5][6]
- I tre porcellini (marzo 2000)[1]
- Le fiabe volume 5: I tre porcellini e altre storie (gennaio 2003)[7]

#### DVD
Il corto venne incluso nel DVD Walt Disney Treasures - Silly Symphonies in Italia il 19 maggio 2006 (con il doppiaggio del '67) e negli Stati Uniti il 19 dicembre dello stesso anno